# Galeria Municipal d'Atenes
La Galeria Municipal d'Atenes és un prestigiós museu a la plaça Avdi en el cèntric barri de Metaxourgeio a Atenes, capital grega.

## Origen de l'edifici
L'origen del nou edifici data del segle xix, quan era una fàbrica de seda grega assentada a l'oest de la plaça Karaiskaki, llavors, la perifèria d'Atenes i avui Metaxourgeio, tal com es coneix avui en dia aquest barri. Al llarg dels seus quasi 170 anys d'història, l'edifici ha travessat moments molt diferents. Encara que originalment va ser dissenyat com un centre comercial per l'escola arquitectònica de Hans Christian Hansen, es va utilitzar com una fàbrica, com a hospital i com a seu de la guarnició de Elas, va ser abandonat en diverses ocasions. Els problemes socioeconòmics van afectar el seu entorn i només en els últims anys, gràcies a una valuosa contribució dels petits teatres, galeries i restaurants, la zona ha començat un viatge cap a la diversificació.
Entre el 1892 i el 1904, l'obertura dels carrers Germanikou i Giatrakou va causar la destrucció d'una part de la façana i de la secció nord-oest, reconstruïda l'any 1960. En el mateix període, les botigues de la planta baixa i els habitatges residencials del primer pis, van ser habitades. El 1944, l'edifici va ser utilitzat com a seu de la guarnició d'Elas, i entre 1960 i 1993, un seguit de botigues i residències va ser abandonats per un incendi el 1960. El 1993, el net del propietari, també anomenat Douroutis, va decidir donar l'edifici a la ciutat d'Atenes.
Actualment, la fàbrica de seda està renovada, especialment dissenyada per la firma arquitectònica Estudio 75, que també va participar en la restauració del Teatre Nacional.

## El creador
L'antiga fàbrica va ser dissenyada el 1833 per l'arquitecte danès Hans Christian Hansen. Gràcies a aquest, i el seu germà Teòfil, Atenes pot presumir d'alguns dels millors edificis contemporanis. La Universitat, que va ser considerada com un dels edificis més rellevants i millor dissenyats d'Europa en el segle xix, és també obra de Christian Hansen.
El danès va arribar a Atenes en l'època del rei Otó, quan la ciutat no era més que un petit poble amb un entorn de suburbis rodejant la sublim Acròpolis i els múltiples monuments. Hansen va ser un dels restauradors del Temple de la Victòria sense ales, que va ser enderrocat durant un atac turc a l'Acròpolis. El material ja era allà i la renovació es va fer realitat. Teòfil, deu anys més jove que Hans Christian, va dissenyar l'Acadèmia, l'Observatori, el Palau de Demetri i a continuació, l'Hotel Grande Bretagne. Tot i això, la seva carrera va destacar a Viena, on va tenir gran influència la seva arquitectura.

## Imatges

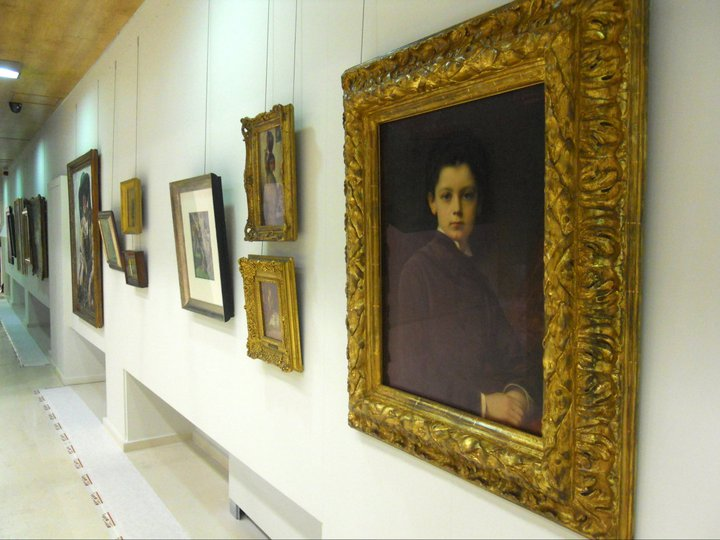
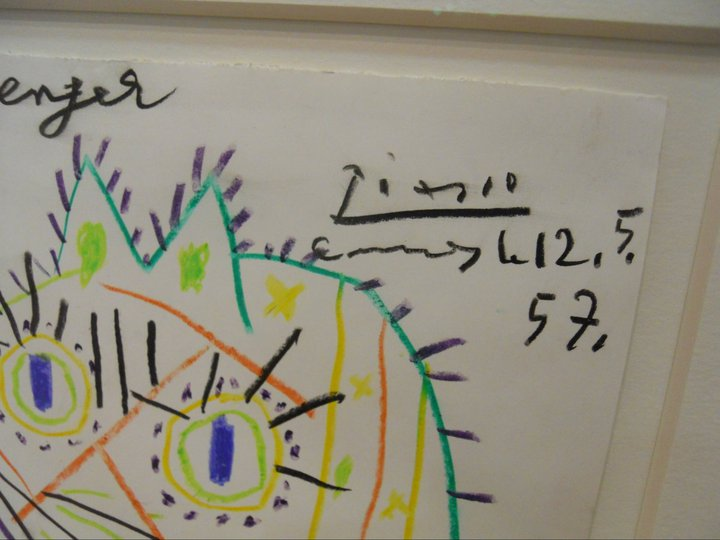
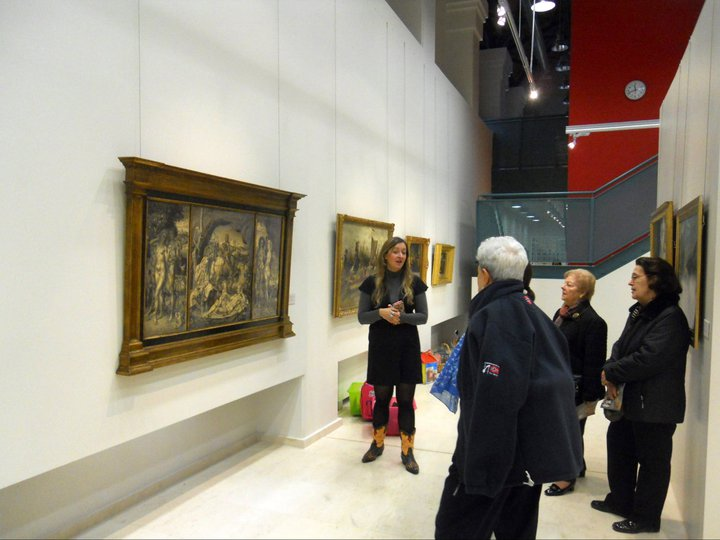
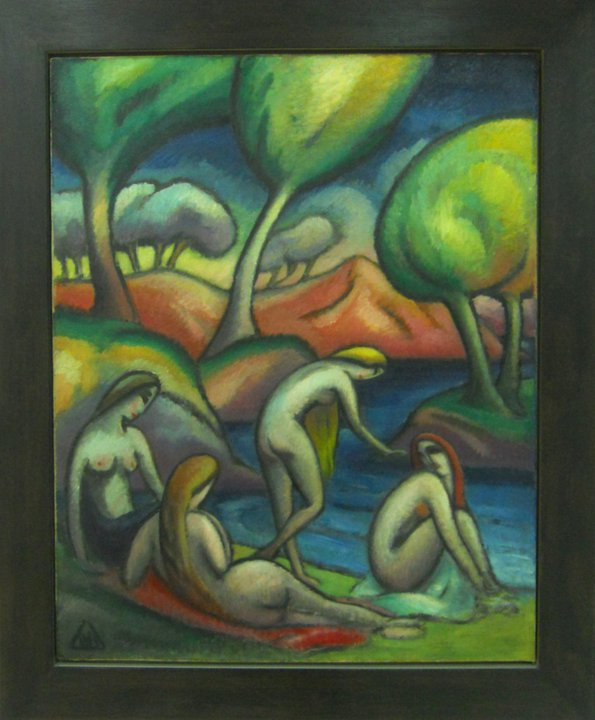
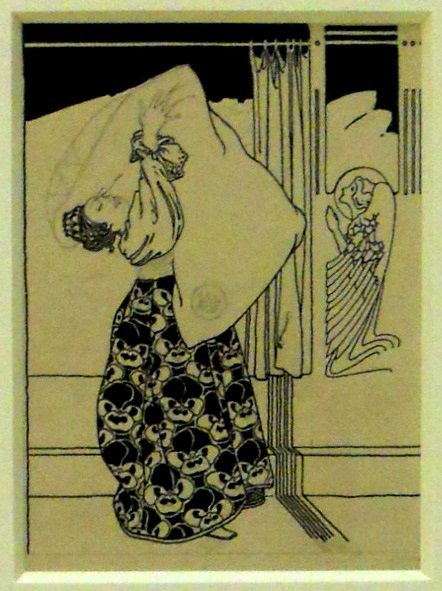
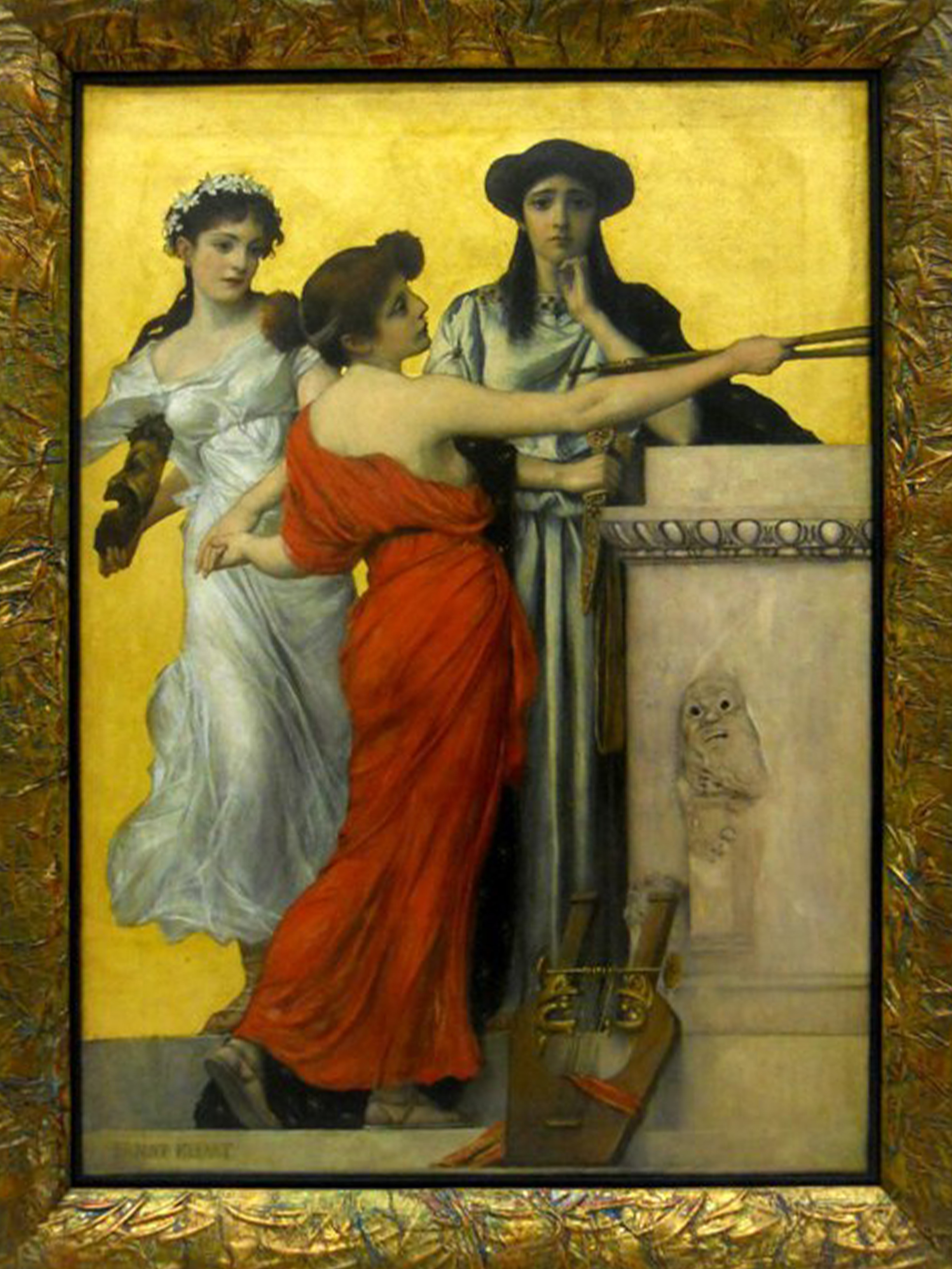
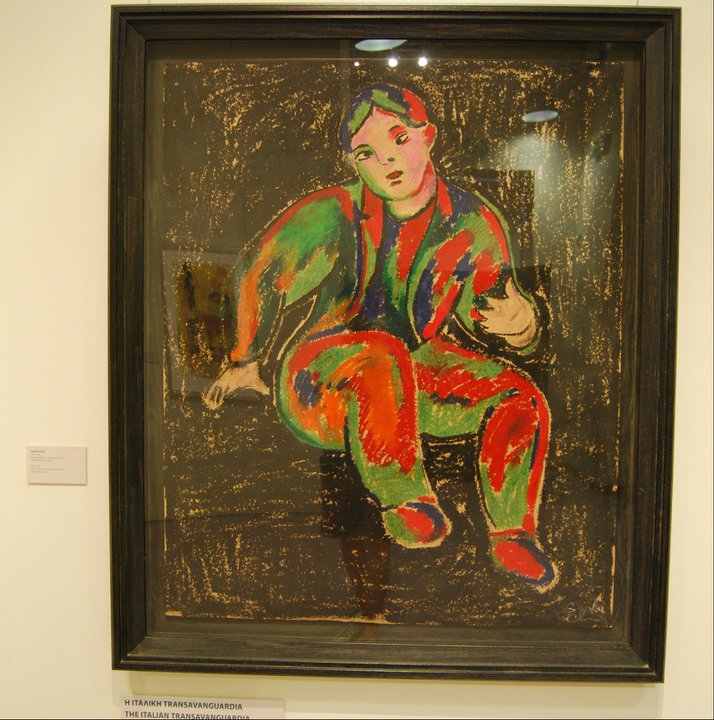
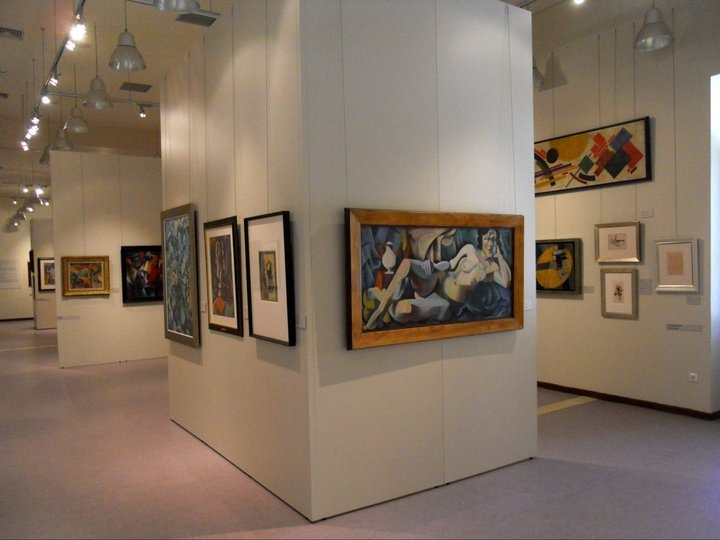
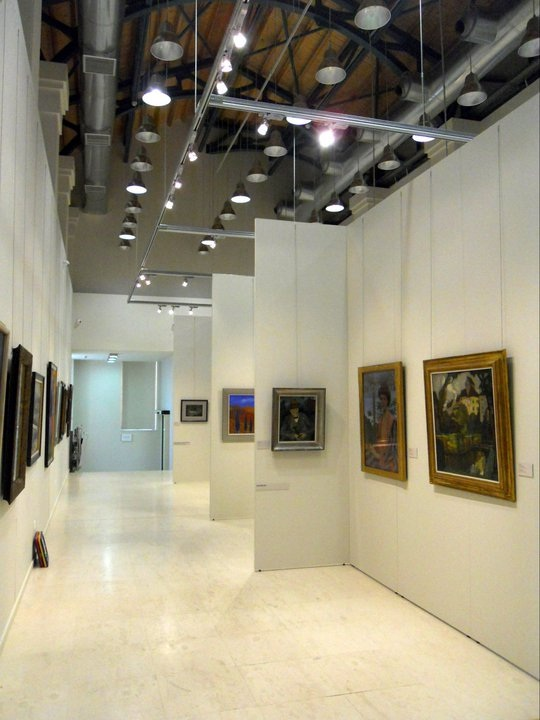
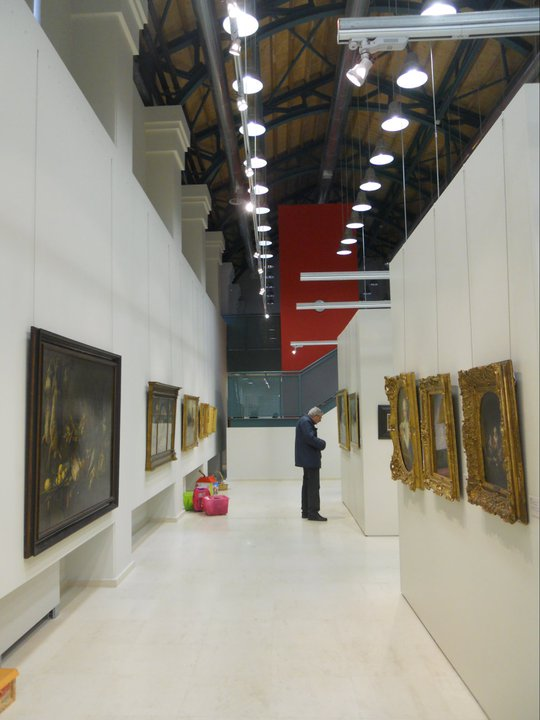
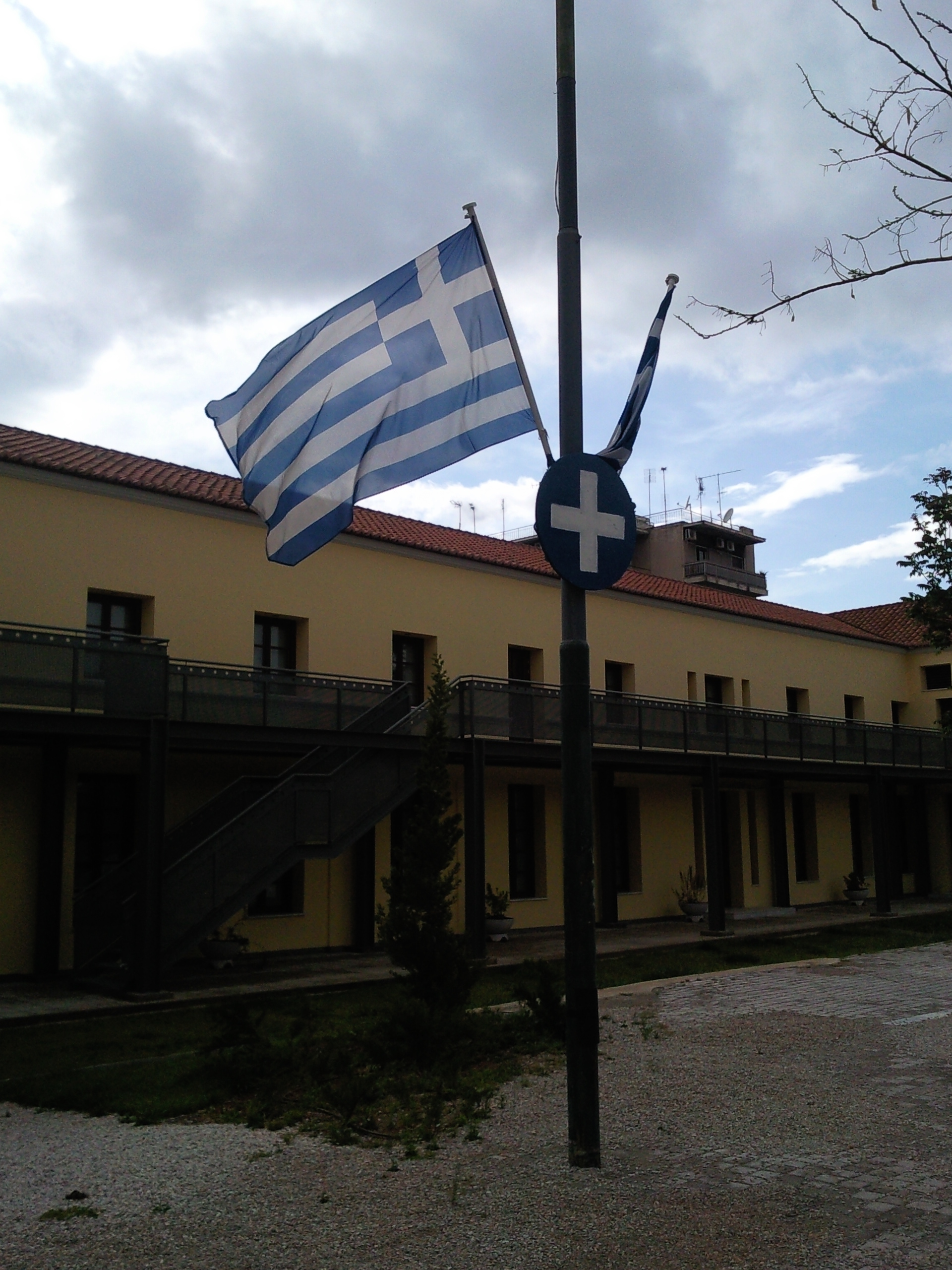